# Bá quốc Hành cung Kefalonia và Zakynthos
Bá tước Lãnh địa Kefalonia và Zakynthos (tiếng Hy Lạp: Παλατινή Κομητεία της Κεφαλονιάς και της Ζακύνθου, tiếng Ý: Contea palatina di Cefalonia e Zante) tồn tại suốt giai đoạn 1185 - 1479 như một phần của Vương quốc Sicilia.

## Lãnh tụ
- Margaritus xứ Brindisi

### Dòng Orsini
- Matthew Orsini, 1195 – A.1238
- Richard Orsini, B.1260 – 1304
- John I Orsini,  1304–1317
- Nicholas Orsini, 1317–1323
- John II Orsini, 1323–1325

### Dòng Anjou
- John xứ Gravina, 1325–1336
- Robert xứ Taranto, 1336–1357

### Dòng Tocco
- Leonardo I Tocco, 1357–1376
- Charles I Tocco, 1376–1429
- Charles II Tocco, 1429–1448
- Leonardo III Tocco, 1448–1479